# ستانيسلافا هروزنسكا
ستانيسلافا هروزنسكا مواليد 17 يونيو 1982 في نيترا، هي لاعبة كرة مضرب سلوفاكية. أعلى تصنيف لها في الفردي كان المركز الـ 146 في سنة 2003. أعلى تصنيف لها في الزوجي كان المركز الـ 151 في سنة 2005.

## النهائيات

### الفردي (3–7)
| الحصيلة | الرقم | التاريخ        | الدورة              | الأرضية | المنافس                | النتيجة            |
| ------- | ----- | -------------- | ------------------- | ------- | ---------------------- | ------------------ |
| الوصافة | 1.    | 4 مايو 1998    | بريشوف، سلوفاكيا    | ترابية  | لودميلا سيرفانوفا      | 2–6, 0–6           |
| الوصافة | 2.    | 16 نوفمبر 1998 | لوس موتشيس، المكسيك | صلبة    | سوفيا جوباكسي          | 3–6, 6–2, 6–7(6–8) |
| الوصافة | 3.    | 19 أبريل 1999  | جاكرتا 2، إندونيسيا | صلبة    | وين براكوسيا           | 3–6, 4–6           |
| الوصافة | 4.    | 14 يونيو 1999  | بوزنان، بولندا      | ترابية  | آنا بيلن جارسكا        | 5–7, 3–6           |
| الفوز   | 1.    | 16 أغسطس 1999  | ماريبور، سلوفينيا   | ترابية  | ميرفانا يوجيتش سالكيتش | 4–6, 6–4, 6–2      |

## روابط خارجية
- ستانيسلافا هروزنسكا على موقع رابطة محترفات التنس (الإنجليزية)
- ستانيسلافا هروزنسكا على موقع الاتحاد الدولي لكرة المضرب (الإنجليزية)
- ستانيسلافا هروزنسكا على موقع كأس بيلي جين كينغ (الإنجليزية)
- ستانيسلافا هروزنسكا على موقع خلاصة التنس.كوم (الإنجليزية)